# Episodi di Radio Active (seconda stagione)
La seconda stagione della serie televisiva Radio Active è stata trasmessa in anteprima in Canada dalla YTV tra l'11 settembre 1999 e il 18 marzo 2000.
| nº | Titolo originale                        | Titolo italiano | Prima TV Canada   | Prima TV Italia |
| -- | --------------------------------------- | --------------- | ----------------- | --------------- |
| 1  | The Leader                              |                 | 11 settembre 1999 |                 |
| 2  | The Invasion                            |                 | 18 settembre 1999 |                 |
| 3  | Sock It to Me                           |                 | 25 settembre 1999 |                 |
| 4  | Dr. Tanya                               |                 | 2 ottobre 1999    |                 |
| 5  | The Interception                        |                 | 9 ottobre 1999    |                 |
| 6  | The Blaire Resnickie Project            |                 | 16 ottobre 1999   |                 |
| 7  | Dark Sarah                              |                 | 23 ottobre 1999   |                 |
| 8  | Logic 101                               |                 | 30 ottobre 1999   |                 |
| 9  | The Truth and Nothing But the Truth     |                 | 6 novembre 1999   |                 |
| 10 | The Big Lie                             |                 | 13 novembre 1999  |                 |
| 11 | The Marathon Broadcast                  |                 | 20 novembre 1999  |                 |
| 12 | The Review                              |                 | 27 novembre 1999  |                 |
| 13 | Television Active                       |                 | 4 dicembre 1999   |                 |
| 14 | Morgan Unplugged                        |                 | 11 dicembre 1999  |                 |
| 15 | The Prince and the Pimple               |                 | 18 dicembre 1999  |                 |
| 16 | The giugno Food Racket                  |                 | 8 gennaio 2000    |                 |
| 17 | Good... Win Hunting                     |                 | 15 gennaio 2000   |                 |
| 18 | Matchmaker, Matchmaker                  |                 | 22 gennaio 2000   |                 |
| 19 | Smart and Smarter                       |                 | 29 gennaio 2000   |                 |
| 20 | Disk-Junkie                             |                 | 5 febbraio 2000   |                 |
| 21 | Fashion Police                          |                 | 12 febbraio 2000  |                 |
| 22 | Morgan and Blaire: Sitting in a Tree... |                 | 19 febbraio 2000  |                 |
| 23 | Miz Atoll Dearest                       |                 | 26 febbraio 2000  |                 |
| 24 | Daydreams                               |                 | 4 marzo 2000      |                 |
| 25 | Return to Sender                        |                 | 11 marzo 2000     |                 |
| 26 | The Fund Raiser                         |                 | 18 marzo 2000     |                 |